# Kaia Kanepi
Kaia Kanepi (nascida em Haapsalu, 10 de junho de 1985) é uma tenista profissional estoniana. Com o melhor ranking de 15° colocação em 2012, Kanepi foi durante vários anos o principal nome do tênis na Estônia, e tem participações nas Olimpíadas de Atenas e Pequim.

## WTA finais

### Simples (4–4)
| Legenda                             |
| ----------------------------------- |
| Grand Slam (0–0)                    |
| WTA Tour (0–0)                      |
| Premier Mandatory & Premier 5 (0–0) |
| Premier (2–1)                       |
| International (2–3)                 |

| Finais por Piso |
| --------------- |
| Duro (1–4)      |
| Saibro (3–0)    |
| Grama (0–0)     |
| Carpete (0–0)   |

| Posição | N. | Data             | Torneio                                              | Piso     | Oponente             | Placar             |
| ------- | -- | ---------------- | ---------------------------------------------------- | -------- | -------------------- | ------------------ |
| Vice    | 1. | 5 Novembro 2006  | Gaz de France Stars, Hasselt, Bélgica                | Duro (i) | Kim Clijsters        | 3–6, 6–3, 4–6      |
| Vice    | 2. | 5 Outubro 2008   | WTA de Tóquio, Toquio, Japão                         | Duro     | Caroline Wozniacki   | 2–6, 6–3, 1–6      |
| Campeã  | 1. | 18 Julho 2010    | Internazionali Femminili di Palermo, Palermo, Itália | Saibro   | Flavia Pennetta      | 6–4, 6–3           |
| Vice    | 3. | 23 Outubro 2011  | Kremlin Cup, Moscou, Rússia                          | Duro (i) | Dominika Cibulková   | 6–3, 6–7(1–7), 5–7 |
| Campeã  | 2. | 7 Janeiro 2012   | Brisbane International, Brisbane, Austrália          | Duro     | Daniela Hantuchová   | 6–2, 6–1           |
| Campeã  | 3. | 5 Maio 2012      | Estoril Open, Estoril, Portugal                      | Saibro   | Carla Suárez Navarro | 3–6, 7–6(8–6), 6–4 |
| Vice    | 4. | 23 Setembro 2012 | Korea Open, Seul, Coréia do Sul                      | Duro     | Caroline Wozniacki   | 1–6, 0–6           |
| Campeã  | 4. | 25 Maio 2013     | Brussels Open, Bruxelas, Bélgica                     | Saibro   | Peng Shuai           | 6–2, 7–5           |

### Duplas (0–1)
| Legenda                             |
| ----------------------------------- |
| Grand Slam (0–0)                    |
| WTA Tour (0–0)                      |
| Premier Mandatory & Premier 5 (0–0) |
| Premier (0–0)                       |
| International (0–1)                 |

| Finais por Piso |
| --------------- |
| Duro (0–1)      |
| Saibro (0–0)    |
| Grama (0–0)     |
| Carpete (0–0)   |

| Posição | N. | Data          | Torneio                            | Piso | Parceira        | Oponentes                       | Placar           |
| ------- | -- | ------------- | ---------------------------------- | ---- | --------------- | ------------------------------- | ---------------- |
| Vice    | 1. | 15 Abril 2012 | e-Boks Open, Copenhague, Dinamarca | Duro | Sofia Arvidsson | Kimiko Date-Krumm Rika Fujiwara | 2–6, 6–4, [5–10] |